# Étalon-or
 (octobre 2023).
Si vous disposez d'ouvrages ou d'articles de référence ou si vous connaissez des sites web de qualité traitant du thème abordé ici, merci de compléter l'article en donnant les références utiles à sa vérifiabilité et en les liant à la section « Notes et références ».
Pour les articles homonymes, voir Gold Standard.
L’étalon-or (en anglais : Gold Standard) est un système monétaire dans lequel l'unité de compte ou étalon monétaire correspond à un poids fixe d'or. Ce système se caractérise par le fait que les devises voient leur valeur être définie par un poids d'or. Aussi, elles sont toutes convertibles à vue de la monnaie fiduciaire en fonction de leur équivalent en or. Ce système repose sur la libre circulation de l'or. Les taux de change des différentes monnaies sont déterminées par la comparaison de leur poids d'or respectif.
Dans ce système, toute émission de monnaie se fait avec une contrepartie et une garantie d'échange en or. Les parités de deux monnaies différentes sont donc fixées par rapport à l'or et les taux de change sont stables entre pays participants. L'or constitue une monnaie internationale, qui sert au règlement des échanges et comme instrument de réserve pour les banques centrales des pays qui l'ont adopté.
Les partisans de l'étalon-or affirment qu'il permet de mieux résister à l'expansion du crédit et de la dette. Au contraire d'une monnaie fiduciaire, une monnaie à contrepartie en or ne peut pas être émise arbitrairement par un État. Cette contrainte empêche l'inflation par dévaluation et lève en théorie toute incertitude sur la pérennité de la monnaie, ce qui permet à l'autorité monétaire d'avoir un crédit sain et de prêter plus facilement.

## Concept
L'or possède plusieurs caractéristiques intéressantes pour en faire un étalon monétaire : il est rare (la quantité totale d'or est stable dans le temps), durable, fongible (interchangeable), et facilement identifiable par sa couleur, sa densité, sa ductilité et ses propriétés acoustiques.
Les marchands et négociants en ont fait une unité de compte courante depuis l'Antiquité, ainsi qu'un instrument de réserve de valeur. Les modalités exactes de l'évolution de la monnaie varient selon l'époque et le lieu mais les historiens pensent en général que la forte valeur accordée à l'or (du fait de sa beauté, sa densité, sa résistance à la corrosion, son uniformité et la facilité à le refondre) en ont fait une réserve de valeur et une unité de compte pour d'autres instruments de réserve de valeur — ainsi, à Babylone, le boisseau de blé était l'unité de compte et une quantité d'or correspondante (beaucoup moins encombrante) servait à représenter et échanger cette valeur. Les systèmes monétaires primitifs basés sur des céréales utilisaient aussi l'or pour représenter la valeur du stockage des céréales. Les premiers systèmes bancaires sont apparus lorsque l'or déposé dans un établissement de change (ou un cautionnaire, une personne de confiance) pouvait être transféré d'un compte à un autre par un virement giro, ou prêté avec intérêt.
Dans le cadre d'un système monétaire fondé sur un produit ou une denrée, le rôle du papier-monnaie est de limiter le danger à transporter directement l'or, de limiter les possibilités de rogner les pièces d'or et d'éviter la déperdition de la masse monétaire circulant du fait de la thésaurisation. Les premières tentatives d'utilisation du papier-monnaie ont été favorisées par le manque de fiabilité des moyens de transport (les voyages longs étant particulièrement dangereux), ainsi que par le désir des États de contrôler ou réguler le commerce sur leur territoire. Les billets de banque à garantie d'or sont parfois appelés « certificats », ce qui les distingue d'autres formes de papier-monnaie ou monnaie fiduciaire.
Cependant, pour la plupart des civilisations, c'était l'argent mais aussi le cuivre — comme dans l'Empire romain, la Chine médiévale ou encore la Scandinavie avant le XVIIIe siècle — qui constituait l'essentiel de la masse monétaire et qui était utilisé dans la plupart des échanges. L'or, lui, servait de moyen ultime de stockage de valeur et n'était utilisé comme moyen de paiement que lorsque la quantité — et donc le poids — d'argent étaient trop élevés, en particulier pour payer des armées. L'or a supplanté l'argent comme instrument de commerce à quelques époques, comme l'âge d'or de l'Islam, l'apogée des cités-États d'Italie et surtout au XIXe siècle. Depuis, l'or est resté métal de réserve jusqu'à la suspension des Accords de Bretton Woods en 1971 ; il sert maintenant de réserve de précaution face aux actions des banques centrales et des États, de réserve stratégique pour les États, de placement liquide et de stockage de valeur.

### Avantages attendus de l'étalon-or
- simplicité-certitude : les cours des monnaies dans le système sont relativement stables ; ils fluctuent dans des limites étroites définies par ce qu'on appelle les points d'or ;
- auto-équilibrage : quand un déséquilibre apparaît dans la balance des paiements, un processus mécanique permet de retrouver l'équilibre. Prenons l'exemple d'un pays qui a une balance des paiements déficitaire : le déficit se traduit par des sorties d'or, synonymes d'une réduction de la quantité de monnaie en circulation dans l'économie (puisque la création monétaire est liée aux stocks d'or de la banque centrale). Cette réduction a un effet déflationniste : les prix vont baisser. Cette baisse des prix va permettre de rendre plus compétitifs les produits nationaux et ainsi de re-vitaliser les exportations. La balance des paiements retrouve l'équilibre.

### Inconvénients de l'étalon-or
À cause d'une distribution inégale de l'or sur terre, l'étalon-or avantage les pays producteurs d'or, ainsi que les pays qui en contrôlent le commerce.
L'étalon-or est moins flexible qu'une monnaie flottante (fiat money). La quantité de monnaie en circulation est contrainte par la quantité d'or dont dispose le pays. Pour les partisans de l'étalon-or, ceci constitue un avantage en interdisant toute manipulation irresponsable, ainsi qu'une protection contre les manipulations du taux de change sur les marchés. Cependant, avec l'étalon-or, la banque centrale ne peut pas jouer sur la quantité de monnaie en circulation pour atténuer les effets des cycles économiques, par exemple pour mitiger une récession. Le consensus actuel parmi les économistes est en grande majorité défavorable à l'étalon-or.

## Utilisation historique de la monnaie-or
Le premier métal utilisé comme monnaie était l'argent, avec des lingots servant pour le commerce datant de plus de 4 000 ans, par exemple avec le système d'équivalence des talents. Les plus anciennes pièces d'or datent de –600. Auparavant, l'or et l'argent étaient déjà utilisés comme réserves de valeur et formaient la base des contrats commerciaux à Akkad, puis en Égypte. L'argent est resté le métal monétaire le plus fréquent pour les transactions courantes et d'appoint jusqu'au début du XXe siècle. En revanche, l'or sert aux règlements commerciaux internationaux dès le XIIIe siècle, comme le montre l'usage du florin par exemple.
La Perse percevait l'impôt en or, et après la conquête d'Alexandre le Grand, tout cet or servit de monnaie pour son empire. L'or était utilisé pour payer les mercenaires et les armées, ce qui scella son importance : l'or devint synonyme de moyen de paiement pour les opérations militaires, ce que mentionne Nicolas Machiavel dans Le Prince deux mille ans plus tard. Cependant, ce système de paiement par l'or a montré ses limites hors des périodes de prospérité, d'où le recours à d'autres monnaies plus faibles, par exemple de cuivre.
Les premières pièces d'or sont frappées en Lydie par le roi Crésus, à qui les sables aurifères du fleuve Pactole assuraient une immense fortune. Ces pièces sont rapidement utilisées par les grecs qui sont les premiers à en faire l'usage, ainsi que par les Perses qui en répandent l'usage en Orient après leur conquête de la Lydie sous Cyrus le Grand.

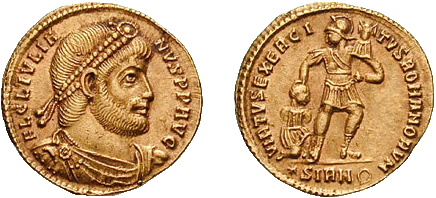
Un solidus représentant Julien II.

L'Empire romain utilisait deux pièces d'or principales, pures à 95-98 % : l’aureus, un alliage or-argent d'environ 7 grammes, puis, à partir du IVe siècle, le solidus qui pesait 4,5 grammes dont 4,2 d'or et devient l'unité de compte de l'Empire. Les fabriques de monnaie romaines étaient très actives, et des millions de pièces circulaient sous l'empire.
Après l'effondrement de l'Empire romain d'Occident et l'épuisement de la plupart des mines d'or existantes en Europe, l'Empire byzantin fabriqua de nouvelles pièces, appelées nomisma puis besant. Pendant quelques siècles, ces pièces restèrent fabriquées aux normes romaines et étaient équivalentes au solidus, mais l'Empire décida d'en réduire la proportion d'or à partir du XIe siècle ; vers la fin du siècle, la monnaie en circulation ne contenait plus que 15 % d'or (en poids).
À partir de la fin du VIIe siècle, une part croissante du commerce se fait en dinars. Le dinar était une pièce d'or fabriquée initialement par les Omeyyades d'après le solidus romain, d'une taille et d'un poids similaires au solidus byzantin. Ces deux pièces furent conjointement en circulation pendant environ 350 ans, jusqu'au déclin du solidus. Le dinar, ainsi qu'une pièce d'argent nommée dirham, étaient à l'origine fabriqués par les persans. Les califats du monde islamique adoptèrent ces monnaies, jusqu'à la réforme du calife omeyyade Abd al-Malik (685–705), qui marqua la naissance « officielle » du dinar. Les nouvelles pièces ne comportaient plus d'illustrations mais des références à Allah, et contenaient un rapport fixe or-argent. Avec l'ascension de la puissance islamique, le dinar s'est établi comme monnaie dominante de la côte occidentale de l'Afrique jusqu'au Nord de l'Inde, ce jusqu'à la fin du XIIIe siècle, et resta une des monnaies les plus courantes pendant les siècles suivants. Ainsi, le solidus — sous divers noms mais toujours avec la même taille, le même poids, et la même teneur en or — resta l'unité de compte principale pendant plus de 1 300 ans, et survécut à trois empires.

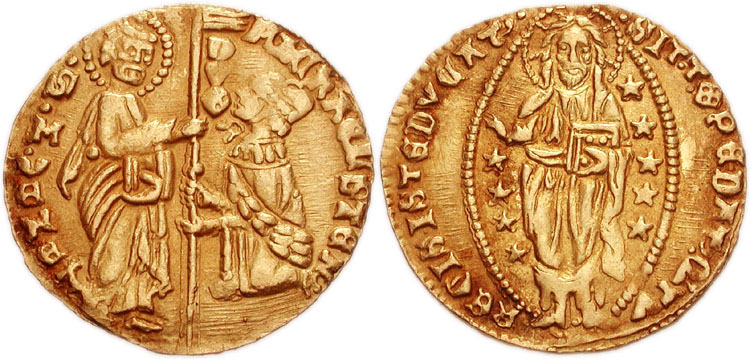
Un ducat vénitien de 1400.

En 1284, la république de Venise fabrique ses premières pièces d'or ; le sequin devient la monnaie européenne la plus courante pour les cinq siècles suivants, du fait du rôle stratégique de Venise dans le commerce avec le monde islamique, puis de sa capacité à attirer de nouveaux stocks d'or. D'autres pièces, comme le florin ou le noble anglais font leur apparition vers la même époque et accompagnent l'expansion du commerce. Toutefois, c'est le thaler d'argent qui, devenant l'unité de compte du Saint-Empire Romain puis du royaume d'Espagne, et la monnaie référente en Europe.
Avec la conquête de l'Empire aztèque et de l'Empire inca, l'Espagne trouve accès à de nouveaux stocks d'or et d'argent. L'unité de compte principale des Espagnols était le maravédis d'argent. La pièce de huit — la pièce de 8 réaux de l'Empire colonial espagnol — était une pièce universellement utilisée : elle est l'équivalent du thaler. Le doublon pesait 27,468 grammes, et était fait d'or à 22 carats (92 %) ; sa valeur était 4 fois celle de la pièce de huit — soit 32 réaux — qui contient le poids équivalent d'argent. Du fait de son abondance, l'or devient seule monnaie légale dans les Antilles espagnoles en 1704. Aux États-Unis, la monnaie espagnole est bien plus courante que la monnaie britannique, et la pièce de 1 dollar américaine est directement inspirée de la pièce de huit qu'ils appellent « spanish dollar ». Le marché des changes de Philadelphie est un des principaux centres d'échange de monnaie espagnole.

### Étalon-or moderne
L'adoption de l'étalon-or s'est faite progressivement, et il existe des désaccords entre historiens sur la date du premier « vrai » système. La plus ancienne mention est anglaise : en 1717, Isaac Newton analyse les pièces de monnaie et en tire une relation or-argent; cette relation est officialisée par une loi de la reine Anne. Cependant, la plupart des historiens utilisent des critères plus stricts : un étalon-or ne doit avoir qu'une seule source étatique de papier-monnaie, et ce papier doit être convertible en or. Le cas anglais ne répond pas à ce critère. À la même époque, en France en décembre 1717, le Système de Law vise à remplacer l'or circulant par du papier monétaire.
En France, le change peut être cadré selon des taux officiels comme en 1771/1773 l'arrêt du conseil d'état portant évaluation et tarif du prix que doivent être payées aux hôtels des monnaies et bureaux de change, les espèces de France vieilles et hors de cours, les espèces étrangères et les autres matières d'or et d'argent :
Une masse de un marc d'or est échangée contre
- pour une monnaie étrangère à 24 carats : 784 livres, 11 sous et 11 deniers et 598/694 èmes
- pour une monnaie étrangère à 23 carats : 751 livre, 18 sous, 1 denier et 602/694 èmes.

Les monnaies cotées entre 23 et 24 carats sont :
- les sequins de Venise ou foundoukli de Turquie 23+29/32 carats,
- les sequins de Gènes 23+28/32 carats, (voir Genovino)
- les sequins de Florence au Lys 23+27/32 carats, (voir Fiorino)
- les sequins de Florence à l'effigie 23+25/32 carats,
- les sequins de Piémont de l'Annonciade 23+21/32 carats,
- les ducats d'Autriche, Hongrie et Bohème 23+20/32 carats,
- les franc à pied et à franc à cheval 23+18/32 carats,
- les ducats Empereur, Hambourg, Francfort, et ducats fins du Danemark 23+17/32 carats,
- les ducats Allemagne, Hollande et Prusse 23+15/32 carats,
- les sequins de Malte, les ducats de Pologne et de Suède 23+13/32 carats,
- les duquats à l'aile déployée de Russie 23+11/32 carats,
- les duquats de Hesse, d'Armstad et à la croix de Saint-André de Russie 23+5/32 carats.

D'autres monnaies sont cotées à moins de 23 carats mais à plus de 21 carats : sequins de Rome, écus d'or de France, souverains de Flandres ..., guinées d’Angleterre, portugaises, pistoles de divers pays, Louis de France d'avant 1709, pistoles du Mexique, roupies d'or du Mongol, anciens Louis de France.

### Crise de la monnaie en argent et des billets de banque (1750–1870)
À la fin du XVIIIe siècle, les réserves en argent des pays d'Europe et des États-Unis diminuent du fait des guerres et du commerce avec la Chine, qui exporte des biens vers l'Europe mais en importe très peu : elle capte une part croissante du stock d'argent. En Europe, le nombre de pièces frappées diminuant régulièrement, une part croissante de la masse monétaire est constituée de billets de banque et de billets sur actions.
La fuite de capitaux anglais de 1774 voit la sortie massive de pièces d'or et d'argent, à la veille de la guerre d'indépendance des États-Unis, (1776-1784) dont les prémices se font sentir. La fiscalité, beaucoup plus élevée que sur le continent européen, déplaît aux épargnants. L'économie britannique résiste grâce aux nombreux billets de banque, acceptés depuis l'héritage de la Révolution financière britannique, qui a créé dès 1694 la Banque d'Angleterre. La Révolution industrielle a même plutôt tendance à s'accélérer.
En 1774, « l'Angleterre voit et laisse fuir ses pièces d'or et d'argent. Cette situation, anormale à première vue, ne la trouble pas : le haut de la circulation monétaire est déjà occupé chez elle par les billets de la banque d'Angleterre et des banques privées », explique l'historien Fernand Braudel. Le pays avait déjà connu deux épisodes du même type, la crise monétaire anglaise des années 1550, puis un siècle et demi plus tard la crise monétaire anglaise des années 1690, tous deux résolus par la frappe d'une nouvelle monnaie.
Dans les années 1790, l'Angleterre doit faire face à une grave pénurie d'argent, qui fuit le pays, sur fond de guerres napoléoniennes : elle cesse de frapper de grosses pièces en argent, fabrique des pièces « jetons » sans valeur intrinsèque et refrappe des pièces étrangères.
Après la fin des guerres napoléoniennes, l'Angleterre entreprend un programme ambitieux de fabrication de monnaie, qui comprend la création de souverains d'or, de couronnes et demi-couronnes d'argent et de farthings de cuivre en 1821. Près de 40 millions de shillings sont frappés entre 1816 et 1820, ainsi que 17 millions de demi-couronnes et 1,3 million de couronnes. En 1819, la loi sur la reprise des paiements en monnaie, l'Act for the Resumption of Cash Payments, indique que la convertibilité reprendra en 1823. En fait celle-ci sera possible dès 1821. Dans les années 1820, les banques régionales émettent des billets de petites dénominations (petites coupures). À partir de 1826, cette mission est partiellement prise en charge par de nouvelles succursales régionales de la Banque d'Angleterre et en 1833 les billets de la Banque d'Angleterre deviennent monnaie légale.
Les États-Unis adoptent un étalon-argent à parité avec le peso espagnol en 1785. La loi sur la monnaie de 1792 codifie cette pratique et établit la parité avec l'or, tandis que la première banque des États-Unis détient les réserves monétaires du gouvernement fédéral mais sans l'obligation de détenir la contrepartie en argent-métal de toute la monnaie qu'elle émet. En raison de l'immense dette contractée lors de la révolution américaine, les pièces d'argent du gouvernement américain disparaissent progressivement de la circulation et en 1806 le président Thomas Jefferson suspend la frappe de nouvelles pièces.
En 1844, Londres déclare que les billets de la Banque d'Angleterre sont la seule monnaie légale et doivent être garantis en or. C'est le Banking Act de 1844, qui requiert aussi de capitaliser les banques. Cette solution profitera du boom minier de l'ouest américain, qui rend beaucoup plus abondant les métaux précieux, puis de la montée en puissance des mines d'or sud-africaines.
Entre-temps, plusieurs colonies britanniques, manquant à leur tour de monnaie-argent, sont obligées de frapper leurs propres jetons-monnaie. Parmi les émetteurs privés les plus célèbres, la société Strachan and Company, qui frappe des jetons dans le Griqualand à partir de 1874, est à l'origine de la première monnaie à succès d'Afrique du Sud.
Aux États-Unis, la loi de 1848 impose au département du Trésor un étalon strict, mais le taux de conversion or-argent surévalue l'argent par rapport à la forte demande d'or nécessaire au commerce avec l'étranger, principalement la Grande-Bretagne. L'argent afflue et l'or fuit le pays, ce qui rend la prospection d'or nécessaire et déclenche la ruée vers l'or de Californie. En 1853, les États-Unis réduisent le poids d'argent des pièces et en 1857, les pièces étrangères dont le peso perdent leur statut de monnaie légale.
La crise ultime du système bancaire international éclate en 1857, lorsque les banques américaines suspendent tout paiement en argent. En 1861, le gouvernement américain suspend les paiements en or et argent, ce qui met un terme aux tentatives d'institution d'un étalon-argent. Entre 1860 et 1871, quelques tentatives de résurrection d'un étalon bimétallique ont lieu, mais la découverte de filons d'argent dans l'Ouest américain rend illusoire l'idée qu'il s'agit encore d'un métal rare.
Parallèlement, le développement de l'industrie s'accompagne d'une demande accrue de crédit financier. De grandes banques sont fondées dans plusieurs pays, comme le Japon en 1872. La nécessité d'avoir des fondements solides pour toutes les transactions monétaires conduit à l'adoption rapide de l'étalon-or durant la période suivante.

### Prémices de la transition du bimétallisme vers le seul étalon-or
La convocation de la Convention monétaire, à Paris, le 20 novembre 1865, était une tentative d’harmonisation des poids et titres des monnaies nationales pour sauver le régime bimétalliste de germinal et rétablir l’intercirculation des monnaies d’argent entre les pays signataires.
Présidée par Félix Esquirou de Parieu, fervent partisan d’une union monétaire « prélude aux fédérations pacifiques du futur », la Convention de Paris, dite de l'« Union latine », fut signée le 23 décembre 1865. Elle posait comme principes :
- l'uniformisation monétaire : chaque État signataire était tenu de battre monnaie en se conformant aux normes définies par les articles 2 à 4 de la Convention de 1865.

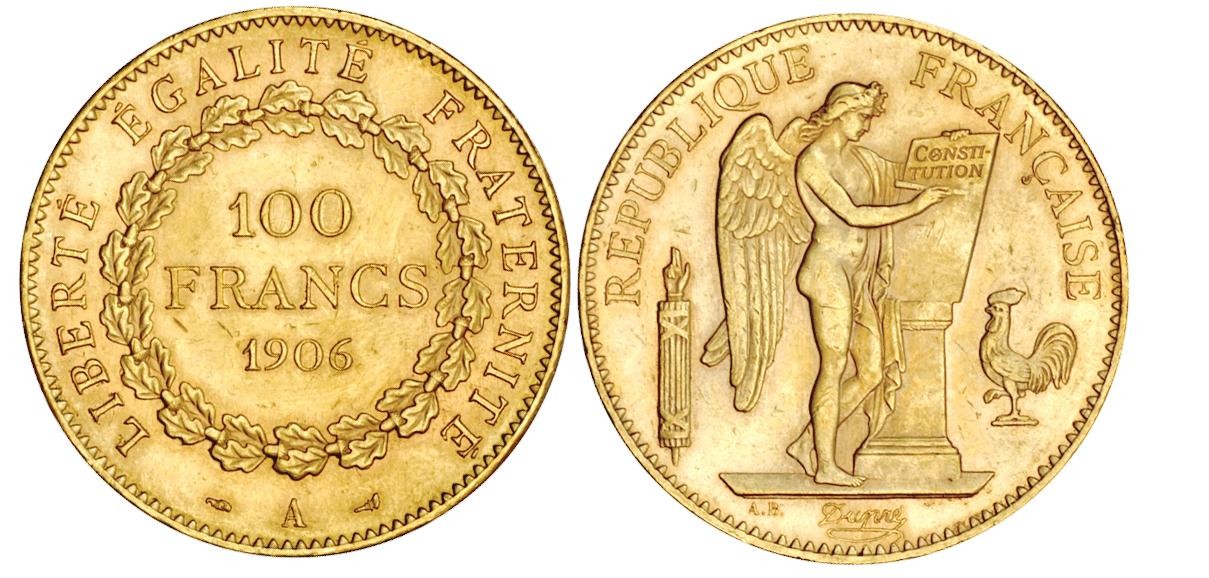
France, 100 francs.

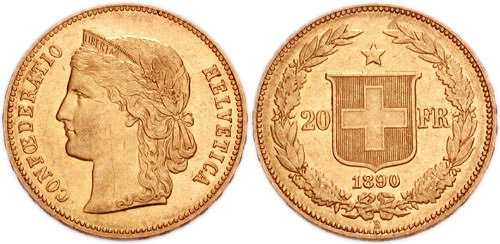
Suisse, 20 francs.

- le maintien des unités de compte nationales.

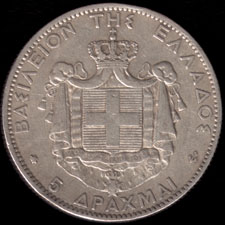
Grèce, 5 drachmes.

- le bimétallisme intégral : la frappe de l’or et de l’argent était libre et leur pouvoir libératoire était illimité. Tout particulier pouvait apporter or et argent à la frappe et était tenu d’accepter en paiement, sans limitation, les monnaies d’or et d’argent nationales.

En 1867, le Congrès de 1867 (Europe, États-Unis, Russie et Empire ottoman) adopta le principe d'une monnaie internationale basée sur la pièce de 5 francs or et ses multiples. Elle posa aussi le principe de l’étalon-or avec une période de transition pour le bimétallisme. Le Congrès échoua devant l'opposition de la Prusse, de l’Angleterre et des banques centrales, sous statuts privés à l’époque. Toutefois, la Convention de Vienne du 21 juillet 1868 unifiait les tarifs télégraphiques avec le franc comme unité de compte monétaire commune ;
En 1873, alors que la production d’argent augmentait, les États-Unis abandonnaient le principe de la liberté de frappe de l’argent et l’Allemagne adoptait le monométallisme or. L'Union latine suivit le mouvement. Par Convention additionnelle du 31 janvier 1874, le principe de liberté de frappe était limité par contingentement. La Convention de 1878 suspendait la frappe des monnaies d’argent dans l'Union. La Convention du 6 novembre 1885 prévoyait le remboursement en or des écus d’argent.

### Mise en place de l'étalon-or international (1870–1900)
L'Empire allemand, fondé après la guerre franco-prussienne, vote la Loi monétaire prussienne du 4 décembre 1871, instaurant un étalon-or strict, puis crée par la Loi monétaire allemande du 9 juillet 1873 le Goldmark. Cette monnaie devient le Reichsmark, en utilisant à partir de 1890 l'or extrait dans les mines d'Afrique du Sud pour augmenter la masse monétaire[réf. nécessaire]. Les autres pays se tournent progressivement vers ce système qui met en valeur les propriétés de l'or comme unité de valeur stable, échangeable et universelle. Cette adoption va de pair avec la première mondialisation.
C'est alors le premier véritable système monétaire international : à savoir un ensemble de règles définissant les modes de détermination du cours des monnaies et la nature des réserves internationales permettant le règlement des échanges internationaux.
L'étalon-or remplace le bimétallisme : la monnaie était auparavant convertible à la fois en or et en argent. Cette adoption est dans la plupart des cas une adoption avant tout de facto, rendue officielle ultérieurement.
Dans les années 1874, en France, les banques et la banque de France s’inquiètent de l'advenir de la valeur de l'argent avec la sortie du billatéralisme.
Dates d'adoption officielle de l'étalon-or
- 1854 : Portugal[11],[12] ;
- 1871 : Allemagne[12] ;
- 1873 : Union monétaire latine (Belgique, Italie, Suisse, France, Grèce)
- 1873 : États-Unis de facto
- 1875 : Scandinavie par Union monétaire : Danemark, Norvège et Suède
- 1875 : Pays-Bas
- 1876 : France nationalement
- 1876 : Espagne
- 1878 :
  - Finlande[11] ;
  - Serbie[11] ;
- 1879 : Autriche
- 1881 : Argentine[11],[12] ;
- 1885 : Égypte[12] ;
- 1890 : Roumanie[11],[12] ;
- 1892 : Autriche-Hongrie[11],[12] ;
- 1893 : Russie
- 1897 :
  - Bulgarie[11],[12] ;
  - Japon[11],[12] ;
  - Chili[11],[12] ;
- 1898 : Inde
- 1900 : États-Unis[11],[12] de jure ;
- 1901 : Pays-Bas[11],[12] ;
- 1904 : Mexique[11],[12].

Pendant les années 1870, le contexte de déflation et de dépression est favorable au rétablissement de l'argent comme monnaie. Mais les quelques tentatives effectuées se soldent par des échecs. En 1879, seules les pièces d'or sont acceptées de fait dans l'Union monétaire latine (rejointe par la Grèce), bien que l'argent soit théoriquement légal.

#### Monnaies alternatives
La crise des années 1870 pousse également à l'adoption de monnaies non basées sur l'or. Ainsi, les mandats postaux voient le jour en Grande-Bretagne en 1881 et deviennent une monnaie légale pendant la Seconde Guerre mondiale. Après la Grande guerre, l’Allemagne adopte le Rentenmark en réponse à l’hyperinflation : cette monnaie, indexée sur le patrimoine industriel du pays, est adoptée sans réserve par la population et restera même en circulation jusqu'à la Seconde Guerre mondiale. Aux États-Unis, le « Greenback Party » (parti du billet vert) s'oppose au retour de l'étalon-or après la fin de la guerre de Sécession et propose que la monnaie reste purement une monnaie-papier, sans référence à aucun métal précieux, comme cela a été le cas pendant toute la durée de la guerre et immédiatement après.

#### Effets fiscaux
L'accroissement du commerce permet la spécialisation industrielle, tandis que la population des pays industrialisés augmente rapidement, ce qui augmente la demande de produits agricoles. La nécessité d'importer plus de produits agricoles, conjointe à celle des exportateurs agricoles d'importer des machines afin de s'industrialiser eux-mêmes, provoque une profonde réorganisation des systèmes fiscaux, la plupart des pays abandonnant peu à peu les droits de douane au profit de l'impôt sur le revenu ou sur la consommation. Ces changements s'accompagnent d'une pression à la baisse des salaires de certaines catégories de travailleurs. Le rôle de l'étalon-or dans cette transformation reste sujet à débat.

#### Effets sur le monde rural
Aux États-Unis, un mouvement anti-étalon-or se constitue dans les années 1890. Il prend son origine dans le Sud-Ouest et les Grandes Plaines. De nombreux agriculteurs considèrent en effet que la rareté de l'or, particulièrement en dehors des grandes places bancaires de l'Est, est voulue et permet aux banquiers de provoquer des crises de crédit, ce qui enfonce les agriculteurs de l'Ouest dans l'endettement et conduit à la saisie de leur propriété au profit des banquiers. Le Parti populiste, fondé à Lampasas (Texas), a pour proposition principale une politique d'« argent facile », non fondé sur l'or, qui circulerait plus rapidement et permettrait aux agriculteurs d'accéder plus facilement au crédit. L'opposition à l'étalon-or connaît son apogée lors de la campagne présidentielle de 1896, lorsque le candidat démocrate, William Jennings Bryan, déclare son refus de ce système dans son « discours de la Croix d'or ». Il y compare l'étalon-or et ses effets sur les agriculteurs à la couronne d'épines portée par Jésus-Christ lors de sa crucifixion. Après avoir été battu, Bryan se représente en 1900 et 1908, à chaque fois sans succès national, mais en emportant les États du Sud et des Grandes plaines. Certains voient dans Le Magicien d'Oz, au-delà d'une œuvre pour enfants, une critique politique de l'étalon-or par le truchement de la « route de briques d'or ».

#### Effets sur les taux d'intérêt
À la fin du XIXe siècle se généralise une politique monétaire restrictive afin de limiter les flux sortants d'or et d'en maintenir des réserves importantes dans les banques centrales. Cette politique crédibilise l'attachement à l'étalon-or. D'après Lawrence Officer et Alberto Giovanni, ces effets sont visibles en comparant le taux de la Banque d'Angleterre et les flux entre livre, dollar, mark et franc. Entre 1889 et 1908, la livre maintient une parité fixe avec le dollar 99 % du temps, et 92 % du temps avec le mark. Selon eux, la clé de la crédibilité du système était la dévotion de la Banque d'Angleterre à la stabilité des changes, en ajustant chaque fois que nécessaire son taux d'intérêt : 200 fois durant cette période, soit une fréquence supérieure à celle des ajustements actuels des banques centrales.

### De l'apogée à la crise (1901–1932)

#### Augmentation du niveau de vie
Vers 1900, la plupart des pays industrialisés reconnaissent la nécessité d'un prêteur en dernier recours. L'importance d'une banque centrale dans le système financier a été soulignée lors de sauvetages, comme celui de la banque Barings, effectué par la Banque d'Angleterre alors que celle-ci se trouvait en quasi-faillite. Seuls les États-Unis n'avaient toujours pas de Banque centrale.
Certains observateurs ont certes attribué quelques paniques bancaires des années 1890 et 1900 à la centralisation du système productif et bancaire. Cependant, cette centralisation permet également un taux d'industrialisation accru, ce qui entraîne une hausse du niveau de vie. La plupart des pays d'Europe sont en paix et relativement prospères, malgré une certaine agitation socialiste et communiste du fait des inégalités grandissantes entre les classes supérieures d'un côté qui ont bénéficié de l'industrialisation et de la vente de terres agricoles (les 10 % les plus riches captaient 50 % du PIB français en 1900), les ouvriers et petits cultivateurs de l'autre qui ont été laissés de côté.

#### Abandon de l'étalon-or pendant la guerre
Cette situation trouve brutalement son terme lorsque la Première Guerre mondiale éclate en 1914. Le Royaume-Uni se trouve rapidement contraint d'abandonner la convertibilité des billets. À la fin de la guerre, la Grande-Bretagne se trouve de fait dans un système de monnaie fiduciaire, dans lequel les mandats postaux et les bons au trésor sont monétisés. Les besoins gigantesques en matériel militaire provoquent l'inflation. Tous les pays choisissent d'imprimer plus de monnaie qu'ils ne possèdent de contrepartie en or, comptant sur les réparations de guerre une fois la victoire acquise, sur le modèle utilisé par la Prusse lors de la guerre franco-prussienne. Les États-Unis et la Grande-Bretagne mettent en place une suite de mesures destinées à contrôler la circulation d'or et à réformer le système bancaire, mais sont finalement contraints de suspendre la parité-or pour financer l'effort de guerre.
Le traité de Versailles impose à l’Allemagne et aux empires centraux défaits des réparations de guerre, dont la France espère qu’elles lui permettront de reconstruire son économie dévastée par le conflit. L’Allemagne de Weimar, contrainte de remettre la plus grande partie de son or au titre des réparations, renonce à émettre des Reichsmarks or et opte pour la monnaie papier, avant de mettre au point une formule originale, le Roggenmark.
Durant les années 1920, les États-Unis, qui profitent d’une balance commerciale excédentaire, fournissent, avec le plan Dawes puis avec le plan Young, les fonds nécessaires à l’Allemagne pour rembourser la France, afin qu’en définitive la France puisse rembourser ses dettes vis-à-vis des États-Unis. Après la guerre, la république de Weimar doit faire face à l’hyperinflation (les prix sont multipliés par un demi milliard entre 1923 et 1924) et doit mettre en place une monnaie provisoire, le Rentenmark, pour y mettre fin. Ce plan fonctionna, bien qu’il fallût encore une année pour que réapparaissent des Reichsmarks or.

#### Retour à l'étalon-or

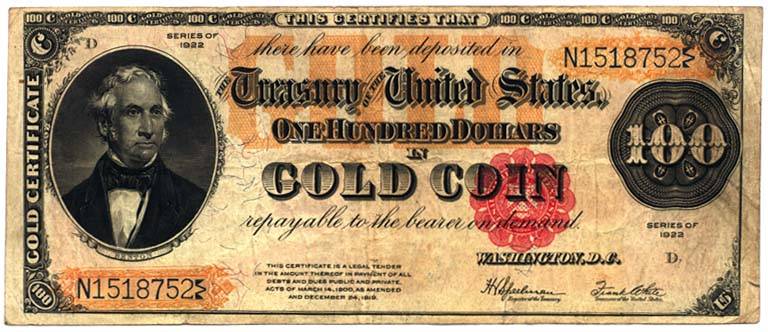
Certificat-or américain de 100 dollars émis en 1922 par le US Treasury Department : « Ce billet certifie qu'il a été déposé au Trésor des États-Unis la somme de 100 dollars en pièces d'or payable au porteur sur demande. »

Les accords de Gênes de 1922 ont pour but de restaurer l'ordre monétaire international, complètement désorganisé par la Première Guerre mondiale. Cette conférence est décidée à l'initiative de la Grande-Bretagne. Elle réunit tous les pays ayant participé au conflit sauf les États-Unis.
Ces accords prévoient :
- que les pays doivent au plus vite, si possible, rétablir la convertibilité de leur monnaie en or ;
- le Gold Bullion Standard : convertibilité en lingots ;
- le Gold Exchange Standard : les monnaies non convertibles en or pourront l'être en monnaie forte ou devises clés, c'est-à-dire en monnaies convertibles en or. Il s'agit à l'époque, par ordre d'importance dans les échanges, du dollar américain, de la livre sterling et du franc français[15].

Le Royaume-Uni revient à l'étalon-or en 1925, suivant l'avis des économistes conservateurs d'alors, malgré les réticences du chancelier de l'Échiquier, Winston Churchill. Malgré l'inflation élevée survenue à la sortie de la guerre du fait de l'endettement public, Churchill revient à la parité d'avant-guerre. Le gouvernement britannique conduit une politique d'austérité monétaire entre 1920 et 1925. La valeur effective de la livre sterling en or est progressivement augmentée, ce qui provoque une déflation de l'économie. John Maynard Keynes est un des rares économistes opposés à la restauration de la parité d'avant-guerre ; il considère en effet que cette parité est impossible à retrouver et que la rareté résultante de la monnaie risque de provoquer un effondrement de l'économie. Il qualifie même l'étalon-or de « relique barbare ». La déflation touche toutes les parties de l'Empire britannique où la livre est utilisée comme unité de compte principale.
En France, l'étalon-or est rétabli en 1928 par Raymond Poincaré à la suite d'une dévaluation des quatre cinquièmes de la valeur du franc d'avant 1914 : c'est le « Franc Poincaré ».

### Grande crise et Seconde Guerre mondiale (1933–1945)
La crise de 1929 rend la parité avec l'or intenable dans de nombreux pays. Le Royaume-Uni l'abandonne en 1931, la Suède dès 1929, les États-Unis en 1933.

#### Conférence de Londres
En 1933, la conférence de Londres signe la mort du système monétaire international. Le Royaume-Uni et les États-Unis souhaitaient un retour éventuel à l'étalon-or ; le président américain Franklin Delano Roosevelt avait même déclaré[Où ?] qu'un retour à la stabilité monétaire « devait être basé sur l'or », mais ni l'un ni l'autre pays n'était prêt à y retourner immédiatement . Les délégations de France et d'Italie insistent sur un retour immédiat à un système d'étalon-or. Lors de la conférence, une proposition de stabiliser les taux de change entre la France, le Royaume-Uni et les États-Unis, basée sur des droits de tirage, est rejetée.
Le désaccord porte avant tout sur la valeur de l'or dans un nouveau système. Cordell Hull, le secrétaire d'État américain, avait reçu pour instructions d'exiger une reflation des prix avant tout retour à l'étalon-or. Le Royaume-Uni était par ailleurs soupçonné de vouloir exploiter les accords commerciaux au sein du Commonwealth afin d'éviter toute mesure d'austérité budgétaire ; la France de son côté jouait également la carte de son empire colonial. Étant donné que l'interprétation dominante de l'effondrement du système d'étalon-or à cette époque est l'adoption par les États-Unis et le Royaume-Uni d'une parité trop forte avec l'or, ces comportements empêchent tout accord[pas clair].
Un autre point de désaccord est le rôle des droits de douane dans l'effondrement de l'étalon-or : le gouvernement américain (démocrate) accuse ses prédécesseurs (républicains) d'avoir aggravé la crise en adoptant des barrières douanières protectionnistes.

#### Interdiction de détention d'or
À partir des années 1930, les États-Unis, prennent des mesures pour interdire la détention privée d'or. Le président Franklin Delano Roosevelt promulgue l'Executive Order 6102 en 1933 et la Loi sur les réserves d'or (Gold Reserve Act) en 1934, qui punissent la possession de plus de 100 $ d'or d'une amende jusqu'à 10 000 dollars ou une peine de 10 ans de prison, et qui exige que toutes les pièces, lingots et titres en or soient remises au département du Trésor sans contrepartie. Les bijoux et collections de pièces de monnaie sont exemptées et l'interdiction ne sera jamais appliquée très sévèrement, en grande partie du fait de sa méconnaissance par le public. Selon les statistiques rapportées par Milton Friedman et Anna Schwartz dans leur essai A Monetary History of the United States, 1867-1960, sur une estimation de 13,9 millions d'onces d'or (432 tonnes) détenues par des particuliers avant le décret, 21,9 % ont été remis au 1er janvier 1934 aux autorités 2. Elle est levée en 1975.
Pendant cette période, les citoyens américains sont tenus de ne détenir que des billets de la banque centrale. La Cour suprême entérine la loi en 1934. Certains mouvements conservateurs voient dans cette loi une usurpation du droit à la propriété privée.

#### Stabilisation des marchés financiers internationaux
Pendant les années 1930, la plupart des pays négocient des accords commerciaux bilatéraux et, à partir de 1935, leur politique économique est conditionnée par l'idée qu'un conflit de grande ampleur est de plus en plus probable. Les mesures d'austérité prises dans les années 1920 pour restabiliser le système financier international avaient eu pour conséquence une diminution des dépenses militaires ; celles-ci augmentent alors rapidement, encouragées par l'armement des puissances de l'Axe, la guerre en Asie et la crainte de voir l'Union soviétique exporter son modèle de révolution communiste. La priorité accordée à ces dépenses rend impossible le retour à un étalon-or, car celui-ci requiert un équilibre budgétaire. De même, aux États-Unis, le gouvernement Roosevelt y renonce après 1937, après que sa tentative d'équilibrer le budget a provoqué une nouvelle récession.

#### «Mefo-Wechsel»
En 1934, le gouvernement allemand crée le Mefo-Wechsel, une « vraie-fausse » monnaie fondée sur des reconnaissances de dette échangées par les entreprises, émise par la Metallurgische Forschung ou MEFO. Le MEFO permet de contourner les restrictions financières du traité de Versailles et contribue au réarmement accéléré de l'Allemagne, lequel fut entamé dès 1926.
Dans le cadre des persécutions contre les Juifs, les Roms, les Slaves, les homosexuels et les handicapés, et contre tous les opposants au régime, initiées dès 1933, l'Allemagne nazie saisit leur or pour financer son effort de guerre croissant. Parmi les banques qui détiennent ces dépôts d'or figurent des banques suisses. L'or est ensuite déposé à la Reichsbank et utilisé comme contrepartie pour des billets de banque échangeables contre des MEFO.
Dans le même temps, des mesures de contrôle des prix et des salaires, assorties de la menace des camps d'internement, parviennent à empêcher toute forme d'inflation : ce qui est le propre d'une économie dirigiste centralisée et autoritaire comme l'était le régime nazi.
En 1939, la valeur des MEFO atteint 12 milliards de marks, à comparer avec les 19 milliards de marks de dette officielle.

#### Renoncement progressif de la Grande-Bretagne
Pendant la période 1939–1942, le Royaume-Uni dépense une grande partie de son stock d'or pour acheter des armes et munitions en « cash and carry » auprès des États-Unis et d'autres pays. Winston Churchill en conclut que le retour au système d'avant-guerre sera difficile ; dans le même temps John Maynard Keynes, qui s'était opposé au retour à l'étalon-or dans les années 1920, gagne en influence dans le gouvernement, et ses propositions se concrétisent finalement par les accords de Bretton Woods.

### Bretton Woods (1944–1976)
Les accords de Bretton Woods mettent en place un système d'étalon change-or : la valeur du dollar US est directement indexée sur l'or (à 35 dollars par once troy), tandis que les autres monnaies sont indexées sur le dollar. Les réserves des banques centrales doivent alors être constituées de devises et non plus d'or. Le gouvernement américain garantit la valeur du dollar, mais n'est pas obligé d'avoir une contrepartie en or aux dollars émis.

### Abandons
Plusieurs pays ont renoncé à l'étalon-or :
- la France avait décrété le cours forcé (non convertibilité de la monnaie en or) en 1936 ;
- Le Canada, depuis le 1er mai 1940 ;
- Les États-Unis, officieusement le 15 août 1971 quand le président Nixon décide de mettre fin à la convertibilité du dollar en or, officiellement le 8 janvier 1976 à la suite des accords de la Jamaïque ;
- La Suisse depuis la nouvelle constitution entrée en vigueur le 1er janvier 2000, auparavant couverture-or de 40 % minimum. La Suisse était tenue à l'abandon de la couverture-or par son adhésion au FMI en 1992.

### Un retour?
Depuis 2022, la Chine, au sein du BRICS, cherche à actualiser la dédollarisation des échanges commerciaux mondiaux, mouvement qu'elle juge irréversible : afin de favoriser l'émergence d'une nouvelle monnaie de référence, elle promeut de reinstitutionnaliser l'or comme étalon de référence.